# Parlamento di Trinidad e Tobago
Il Parlamento di Trinidad e Tobago (in inglese Parliament of Trinidad and Tobago) è il parlamento bicamerale della Repubblica di Trinidad e Tobago.
Esso si compone di una camera bassa di 41 membri eletti direttamente dai cittadini, la Camera dei rappresentanti (la più forte tra le due) e di una camera alta di 31 membri nominati dal Presidente della Repubblica, il Senato.